# Potentilla balkharica
Potentilla balkharica är en rosväxtart som beskrevs av J. Soják. Potentilla balkharica ingår i Fingerörtssläktet som ingår i familjen rosväxter. Inga underarter finns listade i Catalogue of Life.